# Музички павиљон на Калемегдану
Музички павиљон на Калемегдану се налази у близини фонтане „Рибар” или „Борба” и шеталишта поред Саве. 

## Основне информације
Павиљон се састоји од постоља са приступним степеницама и осмоугаоне кровне контрукције постављене на 8 стубова, као и украсне ограде дуж седам страна.
Изградњу Павиљона финансирао је Град Београд, а пројекат је израдио Завод за заштиту споменика културе града Београда. Свечано је отворен у априлу 2004. године. Отада је ЈП „Београдска тврђава“ сваког викенда током летњих месеци организовала једночасовне концерте на овом простору. 
2015. године забележено је да је од отварања на овом простору одржано преко 200 концерата, четири фестивала уметничке музике "Музика класика light", као и велики број радионица за децу и других програма и манифестација. 
У оквиру традиционалног програма „Музика на дар“ од 21. до 23. маја 2021. у Музичком павиљону на Калемегдану најављена су три концерта: млади таленти Музичке школе „Станковић“ и Музичке школе „Др Војислав Вучковић“, а поред песама из најлепших дечијих анимираних филмова у извођењу талената тима „Angel Voice“, публика ће уживати и у музицирању победника такмичења „Agel Voice Classic“ секције – виолончело и виолина.
Поред тога, Музички павиљон на Калемегдану послужио је 2021. године као Павиљон за научна истраживања Центра за промоцију науке, а често се користи и као место церемоније венчања, по избору младенаца. 